# Sergentomyia haeselbarthi
Sergentomyia haeselbarthi är en tvåvingeart som först beskrevs av Abonnence 1967.  Sergentomyia haeselbarthi ingår i släktet Sergentomyia och familjen fjärilsmyggor. Inga underarter finns listade i Catalogue of Life.